# Ѯ
Ѯ, ѯ (ksi) é uma letra do antigo alfabeto cirílico, descendente da letra grega homônima (Ξ, ξ).